# Canillá
Canillá är en kommunhuvudort i Guatemala.   Den ligger i departementet Departamento del Quiché, i den centrala delen av landet, 70 km nordväst om huvudstaden Guatemala City. Canillá ligger 1 216 meter över havet och antalet invånare är 1 698.
Terrängen runt Canillá är kuperad åt nordost, men åt sydväst är den bergig. Runt Canillá är det ganska tätbefolkat, med 172 invånare per kvadratkilometer. Närmaste större samhälle är Zacualpa, 9,4 km söder om Canillá. I omgivningarna runt Canillá växer huvudsakligen savannskog.